# رودخانه تاکاهاشی
رودخانه تاکاهاشی (به انگلیسی: Takahashi River) رودخانه‌ای است که در ژاپن جریان دارد.